# オタール・タクタキシヴィリ
オタール・タクタキシヴィリ（グルジア語: ოთარ თაქთაქიშვილი、英語: Otar Taktakishvili、1924年7月27日 - 1989年2月21日）は、グルジアの作曲家。

## 人物
1924年、トビリシ生まれ。トビリシ音楽院で学ぶ。在学中にグルジア・ソビエト社会主義共和国の国歌を作曲した。1949年にトビリシ音楽院の教授、ならびにグルジア国立合唱団の指揮者兼音楽監督となった。1951年、交響曲第1番でスターリン賞を受賞した。1962年にグルジア作曲家連盟の議長となり、1965年にはグルジア共和国の文化大臣となった。

## 受賞・栄典
- 1951年：スターリン賞を受賞(交響曲第1番に対して)。
- 1952年・1967年：ソビエト連邦国家賞。
- 1974年：ソ連人民芸術家の称号。
- 1982年：レーニン賞を受賞。

## 音楽・作曲作品について
作品にはオペラ、2曲の交響曲、4曲のピアノ協奏曲、2つのヴァイオリン協奏曲、チェロ協奏曲、交響詩「ムツィリ」、オラトリオ「ニコロズ・バラタシヴィリ」などがあるが、西側で最も知られているのは、「フルートとピアノのためのソナタ」であろう。チャイコフスキー国際コンクールの審査委員長でもあった。

## 文献
- Finscher, Ludwig (Hrsg.): Die Musik in Geschichte und Gegenwart, 2. Auflage Stuttgart, Kassel 1994-2007
- Hollfelder, Peter: Die Klaviermusik, Hamburg 1999
- Laux, Karl: Die Musik in Rußland und der Sowjetunion, Berlin (Ost) 1958